# 云水谣古镇
云水谣古镇位于福建省漳州市南靖县梅林镇，原名长教官洋村，已有600多年历史，现为国家5A级旅游景区，内有福建土楼和贵楼和怀远楼。